# Ploéven
 Ploéven  (en bretón Ploeven) es una población y comuna francesa, en la región de Bretaña, departamento de Finisterre, en el distrito de Châteaulin y cantón de Châteaulin.

## Demografía
| 515 | 445 | 423 | 438 | 450 | 436 |
| Para los censos de 1962 a 1999 la población legal corresponde a la población sin duplicidades (Fuente: INSEE [Consultar]) |     |     |     |     |     |